# Copa Sudamericana 2023
Navigation
Édition précédente Édition suivante
La Copa Sudamericana 2023, officiellement Copa Conmebol Sudamericana 2023, est la 22e édition de la Copa Sudamericana, équivalent sud-américain de la Ligue Europa. Le vainqueur se qualifie pour la Copa Libertadores 2024, la Recopa Sudamericana 2024. 56 clubs sont engagés dans cette édition : quatre clubs par fédération nationale, sauf pour les fédérations argentine et brésilienne, qui engagent respectivement six clubs, puis quatre perdants du troisième tour préliminaire et les huit troisièmes de la phase de groupes de la Copa Libertadores sont repêchés en Copa Sudamericana.

## Format
Le format change à partir de cette saison (les changements sont soulignés) :
- Dans la première phase, des équipes de toutes les fédérations sauf l'Argentine et le Brésil joueront contre une équipe de leur même fédération en match unique. Les vainqueurs se qualifieront pour la phase de groupes, donc chaque fédération aura deux équipes dans la phase de groupes.
- Les équipes d'Argentine et du Brésil, ainsi que les quatre équipes éliminées lors du troisième tour de la Copa Libertadores, seront incluses dans la phase de groupes. Les vainqueurs de chaque groupe se qualifieront directement pour les huitièmes de finale.
- Les huit clubs classés à la troisième place de la phase de groupes de la Copa Libertadores disputeront des barrages de qualification pour les huitièmes de finale contre les deuxièmes de poule.

## Règles
Les clubs sont départagés ainsi :
- Nombre de buts marqués sur l'ensemble des deux rencontres,
- La règle du but à l'extérieur est abolie depuis le 15 novembre 2021[2], en cas d'égalité à la fin du second match, une séance de tirs au but est organisée. Il n'y a pas de prolongations.

## Clubs participants
| Barrages | Barrages | Barrages | Barrages | Barrages | Barrages | Barrages | Barrages | Barrages | Barrages | Barrages | Barrages | Barrages | Barrages | Barrages | Barrages |
| --- | --- | --- | --- | --- | --- | --- | --- | --- | --- | --- | --- | --- | --- | --- | --- |
| - 8 « troisièmes » repêchés de la phase de groupes de la Copa Libertadores : - Deportivo Ñublense - Independiente Medellín - Barcelona SC - Sporting Cristal - SC Corinthians - Colo-Colo - Club Libertad - CA Patronato | | | | | | | | | | | | | | | |
| Phase de poule | | | | | | | | | | | | | | | |
| - 4 équipes repêchées du 3e tour de qualification de la Copa Libertadores : - Millonarios - Huracán - Fortaleza - Magallanes | - 4 équipes repêchées du 3e tour de qualification de la Copa Libertadores : - Millonarios - Huracán - Fortaleza - Magallanes | - 4 équipes repêchées du 3e tour de qualification de la Copa Libertadores : - Millonarios - Huracán - Fortaleza - Magallanes | - 4 équipes repêchées du 3e tour de qualification de la Copa Libertadores : - Millonarios - Huracán - Fortaleza - Magallanes | - 4 équipes repêchées du 3e tour de qualification de la Copa Libertadores : - Millonarios - Huracán - Fortaleza - Magallanes | - 4 équipes repêchées du 3e tour de qualification de la Copa Libertadores : - Millonarios - Huracán - Fortaleza - Magallanes | - 4 équipes repêchées du 3e tour de qualification de la Copa Libertadores : - Millonarios - Huracán - Fortaleza - Magallanes | - 4 équipes repêchées du 3e tour de qualification de la Copa Libertadores : - Millonarios - Huracán - Fortaleza - Magallanes | - 12 équipes du Brésil et de l'Argentine : - São Paulo FC - América Mineiro - Botafogo FR - Santos FC - Goiás - Red Bull Bragantino - Gimnasia y Esgrima - Defensa y Justicia - CA Tigre - Newell's Old Boys - Estudiantes de La Plata - San Lorenzo | - 12 équipes du Brésil et de l'Argentine : - São Paulo FC - América Mineiro - Botafogo FR - Santos FC - Goiás - Red Bull Bragantino - Gimnasia y Esgrima - Defensa y Justicia - CA Tigre - Newell's Old Boys - Estudiantes de La Plata - San Lorenzo | - 12 équipes du Brésil et de l'Argentine : - São Paulo FC - América Mineiro - Botafogo FR - Santos FC - Goiás - Red Bull Bragantino - Gimnasia y Esgrima - Defensa y Justicia - CA Tigre - Newell's Old Boys - Estudiantes de La Plata - San Lorenzo | - 12 équipes du Brésil et de l'Argentine : - São Paulo FC - América Mineiro - Botafogo FR - Santos FC - Goiás - Red Bull Bragantino - Gimnasia y Esgrima - Defensa y Justicia - CA Tigre - Newell's Old Boys - Estudiantes de La Plata - San Lorenzo | - 12 équipes du Brésil et de l'Argentine : - São Paulo FC - América Mineiro - Botafogo FR - Santos FC - Goiás - Red Bull Bragantino - Gimnasia y Esgrima - Defensa y Justicia - CA Tigre - Newell's Old Boys - Estudiantes de La Plata - San Lorenzo | - 12 équipes du Brésil et de l'Argentine : - São Paulo FC - América Mineiro - Botafogo FR - Santos FC - Goiás - Red Bull Bragantino - Gimnasia y Esgrima - Defensa y Justicia - CA Tigre - Newell's Old Boys - Estudiantes de La Plata - San Lorenzo | - 12 équipes du Brésil et de l'Argentine : - São Paulo FC - América Mineiro - Botafogo FR - Santos FC - Goiás - Red Bull Bragantino - Gimnasia y Esgrima - Defensa y Justicia - CA Tigre - Newell's Old Boys - Estudiantes de La Plata - San Lorenzo | - 12 équipes du Brésil et de l'Argentine : - São Paulo FC - América Mineiro - Botafogo FR - Santos FC - Goiás - Red Bull Bragantino - Gimnasia y Esgrima - Defensa y Justicia - CA Tigre - Newell's Old Boys - Estudiantes de La Plata - San Lorenzo |
| Premier tour | | | | | | | | | | | | | | | |
| - Oriente Petrolero 5e du Championnat de Bolivie de football 2022 - Guabirá 6e du Championnat de Bolivie de football 2022 - Atlético Palmaflor 7e du Championnat de Bolivie de football 2022 - Blooming 8e du Championnat de Bolivie de football 2022 - Deportes Tolima 4e du classement cumulé du championnat de Colombie 2022 - Atlético Junior 5e du classement cumulé du championnat de Colombie 2022 - Independiente Santa Fe 6e du classement cumulé du championnat de Colombie 2022 - Águilas Doradas 7e du classement cumulé du championnat de Colombie 2022 - Club Guaraní 5e du Classement cumulé du championnat du Paraguay 2022 - Tacuary FC 6e du Classement cumulé du championnat du Paraguay 2022 - General Caballero 7e du Classement cumulé du championnat du Paraguay 2022 - Ameliano Coupe du Paraguay - River Plate 5e du Classement cumulé du championnat d'Uruguay 2022 - Peñarol 6e du Classement cumulé du championnat d'Uruguay 2022 - Defensor Sporting 7e du Classement cumulé du championnat d'Uruguay 2022 - Danubio 8e du Classement cumulé du championnat d'Uruguay 2022 | - Oriente Petrolero 5e du Championnat de Bolivie de football 2022 - Guabirá 6e du Championnat de Bolivie de football 2022 - Atlético Palmaflor 7e du Championnat de Bolivie de football 2022 - Blooming 8e du Championnat de Bolivie de football 2022 - Deportes Tolima 4e du classement cumulé du championnat de Colombie 2022 - Atlético Junior 5e du classement cumulé du championnat de Colombie 2022 - Independiente Santa Fe 6e du classement cumulé du championnat de Colombie 2022 - Águilas Doradas 7e du classement cumulé du championnat de Colombie 2022 - Club Guaraní 5e du Classement cumulé du championnat du Paraguay 2022 - Tacuary FC 6e du Classement cumulé du championnat du Paraguay 2022 - General Caballero 7e du Classement cumulé du championnat du Paraguay 2022 - Ameliano Coupe du Paraguay - River Plate 5e du Classement cumulé du championnat d'Uruguay 2022 - Peñarol 6e du Classement cumulé du championnat d'Uruguay 2022 - Defensor Sporting 7e du Classement cumulé du championnat d'Uruguay 2022 - Danubio 8e du Classement cumulé du championnat d'Uruguay 2022 | - Oriente Petrolero 5e du Championnat de Bolivie de football 2022 - Guabirá 6e du Championnat de Bolivie de football 2022 - Atlético Palmaflor 7e du Championnat de Bolivie de football 2022 - Blooming 8e du Championnat de Bolivie de football 2022 - Deportes Tolima 4e du classement cumulé du championnat de Colombie 2022 - Atlético Junior 5e du classement cumulé du championnat de Colombie 2022 - Independiente Santa Fe 6e du classement cumulé du championnat de Colombie 2022 - Águilas Doradas 7e du classement cumulé du championnat de Colombie 2022 - Club Guaraní 5e du Classement cumulé du championnat du Paraguay 2022 - Tacuary FC 6e du Classement cumulé du championnat du Paraguay 2022 - General Caballero 7e du Classement cumulé du championnat du Paraguay 2022 - Ameliano Coupe du Paraguay - River Plate 5e du Classement cumulé du championnat d'Uruguay 2022 - Peñarol 6e du Classement cumulé du championnat d'Uruguay 2022 - Defensor Sporting 7e du Classement cumulé du championnat d'Uruguay 2022 - Danubio 8e du Classement cumulé du championnat d'Uruguay 2022 | - Oriente Petrolero 5e du Championnat de Bolivie de football 2022 - Guabirá 6e du Championnat de Bolivie de football 2022 - Atlético Palmaflor 7e du Championnat de Bolivie de football 2022 - Blooming 8e du Championnat de Bolivie de football 2022 - Deportes Tolima 4e du classement cumulé du championnat de Colombie 2022 - Atlético Junior 5e du classement cumulé du championnat de Colombie 2022 - Independiente Santa Fe 6e du classement cumulé du championnat de Colombie 2022 - Águilas Doradas 7e du classement cumulé du championnat de Colombie 2022 - Club Guaraní 5e du Classement cumulé du championnat du Paraguay 2022 - Tacuary FC 6e du Classement cumulé du championnat du Paraguay 2022 - General Caballero 7e du Classement cumulé du championnat du Paraguay 2022 - Ameliano Coupe du Paraguay - River Plate 5e du Classement cumulé du championnat d'Uruguay 2022 - Peñarol 6e du Classement cumulé du championnat d'Uruguay 2022 - Defensor Sporting 7e du Classement cumulé du championnat d'Uruguay 2022 - Danubio 8e du Classement cumulé du championnat d'Uruguay 2022 | - Oriente Petrolero 5e du Championnat de Bolivie de football 2022 - Guabirá 6e du Championnat de Bolivie de football 2022 - Atlético Palmaflor 7e du Championnat de Bolivie de football 2022 - Blooming 8e du Championnat de Bolivie de football 2022 - Deportes Tolima 4e du classement cumulé du championnat de Colombie 2022 - Atlético Junior 5e du classement cumulé du championnat de Colombie 2022 - Independiente Santa Fe 6e du classement cumulé du championnat de Colombie 2022 - Águilas Doradas 7e du classement cumulé du championnat de Colombie 2022 - Club Guaraní 5e du Classement cumulé du championnat du Paraguay 2022 - Tacuary FC 6e du Classement cumulé du championnat du Paraguay 2022 - General Caballero 7e du Classement cumulé du championnat du Paraguay 2022 - Ameliano Coupe du Paraguay - River Plate 5e du Classement cumulé du championnat d'Uruguay 2022 - Peñarol 6e du Classement cumulé du championnat d'Uruguay 2022 - Defensor Sporting 7e du Classement cumulé du championnat d'Uruguay 2022 - Danubio 8e du Classement cumulé du championnat d'Uruguay 2022 | - Oriente Petrolero 5e du Championnat de Bolivie de football 2022 - Guabirá 6e du Championnat de Bolivie de football 2022 - Atlético Palmaflor 7e du Championnat de Bolivie de football 2022 - Blooming 8e du Championnat de Bolivie de football 2022 - Deportes Tolima 4e du classement cumulé du championnat de Colombie 2022 - Atlético Junior 5e du classement cumulé du championnat de Colombie 2022 - Independiente Santa Fe 6e du classement cumulé du championnat de Colombie 2022 - Águilas Doradas 7e du classement cumulé du championnat de Colombie 2022 - Club Guaraní 5e du Classement cumulé du championnat du Paraguay 2022 - Tacuary FC 6e du Classement cumulé du championnat du Paraguay 2022 - General Caballero 7e du Classement cumulé du championnat du Paraguay 2022 - Ameliano Coupe du Paraguay - River Plate 5e du Classement cumulé du championnat d'Uruguay 2022 - Peñarol 6e du Classement cumulé du championnat d'Uruguay 2022 - Defensor Sporting 7e du Classement cumulé du championnat d'Uruguay 2022 - Danubio 8e du Classement cumulé du championnat d'Uruguay 2022 | - Oriente Petrolero 5e du Championnat de Bolivie de football 2022 - Guabirá 6e du Championnat de Bolivie de football 2022 - Atlético Palmaflor 7e du Championnat de Bolivie de football 2022 - Blooming 8e du Championnat de Bolivie de football 2022 - Deportes Tolima 4e du classement cumulé du championnat de Colombie 2022 - Atlético Junior 5e du classement cumulé du championnat de Colombie 2022 - Independiente Santa Fe 6e du classement cumulé du championnat de Colombie 2022 - Águilas Doradas 7e du classement cumulé du championnat de Colombie 2022 - Club Guaraní 5e du Classement cumulé du championnat du Paraguay 2022 - Tacuary FC 6e du Classement cumulé du championnat du Paraguay 2022 - General Caballero 7e du Classement cumulé du championnat du Paraguay 2022 - Ameliano Coupe du Paraguay - River Plate 5e du Classement cumulé du championnat d'Uruguay 2022 - Peñarol 6e du Classement cumulé du championnat d'Uruguay 2022 - Defensor Sporting 7e du Classement cumulé du championnat d'Uruguay 2022 - Danubio 8e du Classement cumulé du championnat d'Uruguay 2022 | - Oriente Petrolero 5e du Championnat de Bolivie de football 2022 - Guabirá 6e du Championnat de Bolivie de football 2022 - Atlético Palmaflor 7e du Championnat de Bolivie de football 2022 - Blooming 8e du Championnat de Bolivie de football 2022 - Deportes Tolima 4e du classement cumulé du championnat de Colombie 2022 - Atlético Junior 5e du classement cumulé du championnat de Colombie 2022 - Independiente Santa Fe 6e du classement cumulé du championnat de Colombie 2022 - Águilas Doradas 7e du classement cumulé du championnat de Colombie 2022 - Club Guaraní 5e du Classement cumulé du championnat du Paraguay 2022 - Tacuary FC 6e du Classement cumulé du championnat du Paraguay 2022 - General Caballero 7e du Classement cumulé du championnat du Paraguay 2022 - Ameliano Coupe du Paraguay - River Plate 5e du Classement cumulé du championnat d'Uruguay 2022 - Peñarol 6e du Classement cumulé du championnat d'Uruguay 2022 - Defensor Sporting 7e du Classement cumulé du championnat d'Uruguay 2022 - Danubio 8e du Classement cumulé du championnat d'Uruguay 2022 | - Palestino 4e du Championnat du Chili de football 2022 - Cobresal 5e du Championnat du Chili de football 2022 - Universidad Católica 6e du Championnat du Chili de football 2022 - Audax Italiano 7e du Championnat du Chili de football 2022 - LDU Quito 4e du Classement cumulé du championnat d'Équateur 2022 - Emelec 6e du Classement cumulé du championnat d'Équateur 2022 - Deportivo Cuenca 7e du Classement cumulé du championnat d'Équateur 2022 - Delfín 8e du Classement cumulé du championnat d'Équateur 2022 - Universitario 5e du Championnat du Pérou de football 2022 - Universidad César Vallejo 6e du Championnat du Pérou de football 2022 - Cienciano 7e du Championnat du Pérou de football 2022 - Deportivo Binacional 8e du Championnat du Pérou de football 2022 - Estudiantes de Mérida 1er de la phase A du Championnat du Venezuela de football 2022 - Deportivo Táchira 2e de la phase A du Championnat du Venezuela de football 2022 - Caracas FC 1er de la phase B du Championnat du Venezuela de football 2022 - Academia Puerto Cabello 2e de la phase B Championnat du Venezuela de football 2022 | - Palestino 4e du Championnat du Chili de football 2022 - Cobresal 5e du Championnat du Chili de football 2022 - Universidad Católica 6e du Championnat du Chili de football 2022 - Audax Italiano 7e du Championnat du Chili de football 2022 - LDU Quito 4e du Classement cumulé du championnat d'Équateur 2022 - Emelec 6e du Classement cumulé du championnat d'Équateur 2022 - Deportivo Cuenca 7e du Classement cumulé du championnat d'Équateur 2022 - Delfín 8e du Classement cumulé du championnat d'Équateur 2022 - Universitario 5e du Championnat du Pérou de football 2022 - Universidad César Vallejo 6e du Championnat du Pérou de football 2022 - Cienciano 7e du Championnat du Pérou de football 2022 - Deportivo Binacional 8e du Championnat du Pérou de football 2022 - Estudiantes de Mérida 1er de la phase A du Championnat du Venezuela de football 2022 - Deportivo Táchira 2e de la phase A du Championnat du Venezuela de football 2022 - Caracas FC 1er de la phase B du Championnat du Venezuela de football 2022 - Academia Puerto Cabello 2e de la phase B Championnat du Venezuela de football 2022 | - Palestino 4e du Championnat du Chili de football 2022 - Cobresal 5e du Championnat du Chili de football 2022 - Universidad Católica 6e du Championnat du Chili de football 2022 - Audax Italiano 7e du Championnat du Chili de football 2022 - LDU Quito 4e du Classement cumulé du championnat d'Équateur 2022 - Emelec 6e du Classement cumulé du championnat d'Équateur 2022 - Deportivo Cuenca 7e du Classement cumulé du championnat d'Équateur 2022 - Delfín 8e du Classement cumulé du championnat d'Équateur 2022 - Universitario 5e du Championnat du Pérou de football 2022 - Universidad César Vallejo 6e du Championnat du Pérou de football 2022 - Cienciano 7e du Championnat du Pérou de football 2022 - Deportivo Binacional 8e du Championnat du Pérou de football 2022 - Estudiantes de Mérida 1er de la phase A du Championnat du Venezuela de football 2022 - Deportivo Táchira 2e de la phase A du Championnat du Venezuela de football 2022 - Caracas FC 1er de la phase B du Championnat du Venezuela de football 2022 - Academia Puerto Cabello 2e de la phase B Championnat du Venezuela de football 2022 | - Palestino 4e du Championnat du Chili de football 2022 - Cobresal 5e du Championnat du Chili de football 2022 - Universidad Católica 6e du Championnat du Chili de football 2022 - Audax Italiano 7e du Championnat du Chili de football 2022 - LDU Quito 4e du Classement cumulé du championnat d'Équateur 2022 - Emelec 6e du Classement cumulé du championnat d'Équateur 2022 - Deportivo Cuenca 7e du Classement cumulé du championnat d'Équateur 2022 - Delfín 8e du Classement cumulé du championnat d'Équateur 2022 - Universitario 5e du Championnat du Pérou de football 2022 - Universidad César Vallejo 6e du Championnat du Pérou de football 2022 - Cienciano 7e du Championnat du Pérou de football 2022 - Deportivo Binacional 8e du Championnat du Pérou de football 2022 - Estudiantes de Mérida 1er de la phase A du Championnat du Venezuela de football 2022 - Deportivo Táchira 2e de la phase A du Championnat du Venezuela de football 2022 - Caracas FC 1er de la phase B du Championnat du Venezuela de football 2022 - Academia Puerto Cabello 2e de la phase B Championnat du Venezuela de football 2022 | - Palestino 4e du Championnat du Chili de football 2022 - Cobresal 5e du Championnat du Chili de football 2022 - Universidad Católica 6e du Championnat du Chili de football 2022 - Audax Italiano 7e du Championnat du Chili de football 2022 - LDU Quito 4e du Classement cumulé du championnat d'Équateur 2022 - Emelec 6e du Classement cumulé du championnat d'Équateur 2022 - Deportivo Cuenca 7e du Classement cumulé du championnat d'Équateur 2022 - Delfín 8e du Classement cumulé du championnat d'Équateur 2022 - Universitario 5e du Championnat du Pérou de football 2022 - Universidad César Vallejo 6e du Championnat du Pérou de football 2022 - Cienciano 7e du Championnat du Pérou de football 2022 - Deportivo Binacional 8e du Championnat du Pérou de football 2022 - Estudiantes de Mérida 1er de la phase A du Championnat du Venezuela de football 2022 - Deportivo Táchira 2e de la phase A du Championnat du Venezuela de football 2022 - Caracas FC 1er de la phase B du Championnat du Venezuela de football 2022 - Academia Puerto Cabello 2e de la phase B Championnat du Venezuela de football 2022 | - Palestino 4e du Championnat du Chili de football 2022 - Cobresal 5e du Championnat du Chili de football 2022 - Universidad Católica 6e du Championnat du Chili de football 2022 - Audax Italiano 7e du Championnat du Chili de football 2022 - LDU Quito 4e du Classement cumulé du championnat d'Équateur 2022 - Emelec 6e du Classement cumulé du championnat d'Équateur 2022 - Deportivo Cuenca 7e du Classement cumulé du championnat d'Équateur 2022 - Delfín 8e du Classement cumulé du championnat d'Équateur 2022 - Universitario 5e du Championnat du Pérou de football 2022 - Universidad César Vallejo 6e du Championnat du Pérou de football 2022 - Cienciano 7e du Championnat du Pérou de football 2022 - Deportivo Binacional 8e du Championnat du Pérou de football 2022 - Estudiantes de Mérida 1er de la phase A du Championnat du Venezuela de football 2022 - Deportivo Táchira 2e de la phase A du Championnat du Venezuela de football 2022 - Caracas FC 1er de la phase B du Championnat du Venezuela de football 2022 - Academia Puerto Cabello 2e de la phase B Championnat du Venezuela de football 2022 | - Palestino 4e du Championnat du Chili de football 2022 - Cobresal 5e du Championnat du Chili de football 2022 - Universidad Católica 6e du Championnat du Chili de football 2022 - Audax Italiano 7e du Championnat du Chili de football 2022 - LDU Quito 4e du Classement cumulé du championnat d'Équateur 2022 - Emelec 6e du Classement cumulé du championnat d'Équateur 2022 - Deportivo Cuenca 7e du Classement cumulé du championnat d'Équateur 2022 - Delfín 8e du Classement cumulé du championnat d'Équateur 2022 - Universitario 5e du Championnat du Pérou de football 2022 - Universidad César Vallejo 6e du Championnat du Pérou de football 2022 - Cienciano 7e du Championnat du Pérou de football 2022 - Deportivo Binacional 8e du Championnat du Pérou de football 2022 - Estudiantes de Mérida 1er de la phase A du Championnat du Venezuela de football 2022 - Deportivo Táchira 2e de la phase A du Championnat du Venezuela de football 2022 - Caracas FC 1er de la phase B du Championnat du Venezuela de football 2022 - Academia Puerto Cabello 2e de la phase B Championnat du Venezuela de football 2022 | - Palestino 4e du Championnat du Chili de football 2022 - Cobresal 5e du Championnat du Chili de football 2022 - Universidad Católica 6e du Championnat du Chili de football 2022 - Audax Italiano 7e du Championnat du Chili de football 2022 - LDU Quito 4e du Classement cumulé du championnat d'Équateur 2022 - Emelec 6e du Classement cumulé du championnat d'Équateur 2022 - Deportivo Cuenca 7e du Classement cumulé du championnat d'Équateur 2022 - Delfín 8e du Classement cumulé du championnat d'Équateur 2022 - Universitario 5e du Championnat du Pérou de football 2022 - Universidad César Vallejo 6e du Championnat du Pérou de football 2022 - Cienciano 7e du Championnat du Pérou de football 2022 - Deportivo Binacional 8e du Championnat du Pérou de football 2022 - Estudiantes de Mérida 1er de la phase A du Championnat du Venezuela de football 2022 - Deportivo Táchira 2e de la phase A du Championnat du Venezuela de football 2022 - Caracas FC 1er de la phase B du Championnat du Venezuela de football 2022 - Academia Puerto Cabello 2e de la phase B Championnat du Venezuela de football 2022 |

## Compétition

### Premier tour
Excepté les équipes du Brésil et de l'Argentine, les équipes rencontrent une autre équipe de la même fédération.
Les matchs se déroulent entre le 7 et le 9 mars 2023 en une seule rencontre.
| Équipe 1                  | Résultat          | Équipe 2                |
| ------------------------- | ----------------- | ----------------------- |
| Guabirá                   | 0 – 1             | Oriente Petrolero       |
| Blooming                  | 6 – 0             | Atlético Palmaflor      |
| Cobresal                  | 0 – 1             | Palestino               |
| Audax Italiano            | 3 – 2             | Universidad Católica    |
| Deportes Tolima           | 1 – 0             | Atlético Junior         |
| Águilas Doradas           | 1 – 2             | Independiente Santa Fe  |
| LDU Quito                 | 4 – 0             | Delfín                  |
| Emelec                    | 2 – 1             | Deportivo Cuenca        |
| Club Guaraní              | 3 – 1             | Ameliano                |
| Tacuary FC                | 2 – 2 (4 - 2 tab) | General Caballero       |
| Universidad César Vallejo | 3 – 1             | Deportivo Binacional    |
| Universitario             | 2 – 0             | Cienciano               |
| Defensor Sporting         | 0 – 0 (3 - 4 tab) | Danubio                 |
| River Plate               | 0 – 4             | Peñarol                 |
| Caracas FC                | 0 – 1             | Academia Puerto Cabello |
| Estudiantes de Mérida     | 1 – 1 (3 - 1 tab) | Deportivo Táchira       |

### Phase de groupes
Les vainqueurs du premier tour sont rejoints par les équipes du Brésil, de l'Argentine et les quatre équipes repêchées du 3e tour de qualification de la Copa Libertadores
Les premiers de poule sont qualifiés pour les huitièmes de finale, ils seront rejoint par les vainqueurs des matchs de barrage.
Légende des classements
- Qualifié pour les huitièmes de finale
- Qualifié pour les barrages

#### Groupe A
| Rang | Équipe                    | Pts | J | G | N | P | Bp | Bc | Diff |  | Résultats (▼ dom., ► ext.) |     |     |     |     |
| ---- | ------------------------- | --- | - | - | - | - | -- | -- | ---- |  | -------------------------- | --- | --- | --- | --- |
| 1    | LDU Quito                 | 12  | 6 | 3 | 3 | 0 | 10 | 2  | +8   |  | LDU Quito                  |     | 0-0 | 4-0 | 3-0 |
| 2    | Botafogo FR               | 10  | 6 | 2 | 4 | 0 | 10 | 5  | +5   |  | Botafogo FR                | 0-0 |     | 1-1 | 4-0 |
| 3    | CD Magallanes             | 4   | 6 | 0 | 4 | 2 | 8  | 13 | -5   |  | CD Magallanes              | 1-1 | 2-2 |     | 2-2 |
| 4    | Universidad César Vallejo | 4   | 6 | 1 | 1 | 4 | 8  | 16 | -8   |  | Universidad César Vallejo  | 1-2 | 2-3 | 3-2 |     |

#### Groupe B
| Rang | Équipe       | Pts | J | G | N | P | Bp | Bc | Diff |  | Résultats (▼ dom., ► ext.) |     |     |     |     |
| ---- | ------------ | --- | - | - | - | - | -- | -- | ---- |  | -------------------------- | --- | --- | --- | --- |
| 1    | Club Guaraní | 11  | 6 | 3 | 2 | 1 | 9  | 7  | +2   |  | Club Guaraní               |     | 1-1 | 2-1 | 2-0 |
| 2    | CS Emelec    | 9   | 6 | 2 | 3 | 1 | 7  | 7  | 0    |  | CS Emelec                  | 1-1 |     | 2-1 | 1-0 |
| 3    | Danubio FC   | 7   | 6 | 2 | 1 | 3 | 6  | 7  | -1   |  | Danubio FC                 | 0-2 | 2-0 |     | 1-0 |
| 4    | CA Huracán   | 5   | 6 | 1 | 2 | 3 | 7  | 8  | -1   |  | CA Huracán                 | 4-1 | 2-2 | 1-1 |     |

#### Groupe C
| Rang | Équipe                  | Pts | J | G | N | P | Bp | Bc | Diff |  | Résultats (▼ dom., ► ext.) |     |     |     |     |
| ---- | ----------------------- | --- | - | - | - | - | -- | -- | ---- |  | -------------------------- | --- | --- | --- | --- |
| 1    | Red Bull Bragantino     | 14  | 6 | 4 | 2 | 0 | 21 | 3  | +18  |  | Red Bull Bragantino        |     | 0-0 | 7-1 | 5-0 |
| 2    | Estudiantes de La Plata | 14  | 6 | 4 | 2 | 0 | 14 | 1  | +13  |  | Estudiantes de La Plata    | 1-1 |     | 4-0 | 4-0 |
| 3    | Tacuary FC              | 6   | 6 | 2 | 0 | 4 | 8  | 21 | -13  |  | Tacuary FC                 | 1-4 | 0-4 |     | 3-1 |
| 4    | Oriente Petrolero       | 0   | 6 | 0 | 0 | 6 | 2  | 20 | -18  |  | Oriente Petrolero          | 0-4 | 0-1 | 1-3 |     |

#### Groupe D
| Rang | Équipe                  | Pts | J | G | N | P | Bp | Bc | Diff |  | Résultats (▼ dom., ► ext.) |     |     |     |     |
| ---- | ----------------------- | --- | - | - | - | - | -- | -- | ---- |  | -------------------------- | --- | --- | --- | --- |
| 1    | São Paulo FC            | 16  | 6 | 2 | 1 | 0 | 13 | 0  | +13  |  | São Paulo FC               |     | 2-0 | 5-0 | 2-0 |
| 2    | CA Tigre                | 10  | 6 | 3 | 1 | 2 | 7  | 6  | +1   |  | CA Tigre                   | 0-2 |     | 0-0 | 2-1 |
| 3    | Deportes Tolima         | 8   | 6 | 2 | 2 | 2 | 6  | 8  | -2   |  | Deportes Tolima            | 0-0 | 1-2 |     | 3-1 |
| 4    | Academia Puerto Cabello | 0   | 6 | 0 | 0 | 6 | 2  | 14 | -12  |  | Academia Puerto Cabello    | 0-2 | 0-3 | 0-2 |     |

#### Groupe E
| Rang | Équipe            | Pts | J | G | N | P | Bp | Bc | Diff |  | Résultats (▼ dom., ► ext.) |     |     |     |     |
| ---- | ----------------- | --- | - | - | - | - | -- | -- | ---- |  | -------------------------- | --- | --- | --- | --- |
| 1    | Newell's Old Boys | 16  | 6 | 5 | 1 | 0 | 11 | 4  | +7   |  | Newell's Old Boys          |     | 1-1 | 1-0 | 3-0 |
| 2    | Audax Italiano    | 11  | 6 | 3 | 2 | 1 | 7  | 4  | +3   |  | Audax Italiano             | 0-1 |     | 2-1 | 2-0 |
| 3    | Santos FC         | 5   | 6 | 1 | 2 | 3 | 3  | 5  | -2   |  | Santos FC                  | 1-2 | 0-0 |     | 0-0 |
| 4    | Club Blooming     | 1   | 6 | 0 | 1 | 5 | 3  | 11 | -8   |  | Club Blooming              | 2-3 | 1-2 | 0-1 |     |

#### Groupe F
| Rang | Équipe             | Pts | J | G | N | P | Bp | Bc | Diff |  | Résultats (▼ dom., ► ext.) |     |     |     |     |
| ---- | ------------------ | --- | - | - | - | - | -- | -- | ---- |  | -------------------------- | --- | --- | --- | --- |
| 1    | Defensa y Justicia | 15  | 6 | 5 | 0 | 1 | 15 | 8  | +7   |  | Defensa y Justicia         |     | 2-1 | 3-1 | 4-1 |
| 2    | América Mineiro    | 10  | 6 | 3 | 1 | 2 | 12 | 8  | +4   |  | América Mineiro            | 2-3 |     | 2-2 | 4-1 |
| 3    | Millonarios FC     | 10  | 6 | 3 | 1 | 2 | 10 | 7  | +3   |  | Millonarios FC             | 3-0 | 1-1 |     | 3-1 |
| 4    | CA Peñarol         | 0   | 6 | 0 | 0 | 6 | 4  | 18 | -14  |  | CA Peñarol                 | 0-3 | 1-2 | 0-2 |     |

#### Groupe G
| Rang | Équipe             | Pts | J | G | N | P | Bp | Bc | Diff |  | Résultats (▼ dom., ► ext.) |     |     |     |     |
| ---- | ------------------ | --- | - | - | - | - | -- | -- | ---- |  | -------------------------- | --- | --- | --- | --- |
| 1    | Goiás              | 12  | 6 | 3 | 3 | 0 | 7  | 3  | +4   |  | Goiás                      |     | 1-0 | 0-0 | 0-0 |
| 2    | Universitario      | 10  | 6 | 3 | 1 | 2 | 6  | 5  | +1   |  | Universitario              | 2-2 |     | 2-0 | 1-0 |
| 3    | Santa Fe           | 7   | 6 | 2 | 1 | 3 | 5  | 6  | -1   |  | Santa Fe                   | 1-2 | 2-0 |     | 2-1 |
| 4    | Gimnasia y Esgrima | 4   | 6 | 1 | 1 | 4 | 2  | 6  | -4   |  | Gimnasia y Esgrima         | 0-2 | 0-1 | 1-0 |     |

#### Groupe H
| Rang | Équipe                | Pts | J | G | N | P | Bp | Bc | Diff |  | Résultats (▼ dom., ► ext.) |     |     |     |     |
| ---- | --------------------- | --- | - | - | - | - | -- | -- | ---- |  | -------------------------- | --- | --- | --- | --- |
| 1    | Fortaleza             | 15  | 6 | 5 | 0 | 1 | 17 | 5  | +12  |  | Fortaleza                  |     | 3-2 | 4-0 | 6-1 |
| 2    | CA San Lorenzo        | 8   | 6 | 2 | 2 | 2 | 7  | 6  | +1   |  | CA San Lorenzo             | 0-2 |     | 0-0 | 4-1 |
| 3    | CD Palestino          | 8   | 6 | 2 | 2 | 2 | 7  | 7  | 0    |  | CD Palestino               | 1-2 | 0-0 |     | 1-0 |
| 4    | Estudiantes de Mérida | 3   | 6 | 1 | 0 | 5 | 4  | 17 | -13  |  | Estudiantes de Mérida      | 1-0 | 0-1 | 1-5 |     |

### Phase à élimination directe

#### Matchs de barrage
Les deuxièmes de poule et les troisièmes de poule de la Copa Libertadores 2023 se rencontrent dans les matchs de barrage pour rejoindre les vainqueurs de poule en huitièmes de finale.
Les matchs aller se jouent les 11, 12 et 13 juillet et les matchs retour les 18, 19, 20 et 21 juillet 2023.
Le match retour entre Audax Italiano et Deportivo Ñublense, prévu le 20 juillet 2023 a été suspendu en raison des conditions météorologiques est reporté au 21 juillet 2023,
| Équipe                 | Aller | Total | Retour | Équipe                  |
| ---------------------- | ----- | ----- | ------ | ----------------------- |
| Barcelona SC           | 2 - 1 | 2 - 5 | 0 - 4  | Estudiantes de La Plata |
| Deportivo Ñublense     | 0 - 0 | 1 - 0 | 1 - 0  | Audax Italiano          |
| CA Patronato           | 0 - 2 | 1 - 3 | 1 - 1  | Botafogo FR             |
| Colo-Colo              | 2 - 1 | 3 - 6 | 1 - 5  | América Mineiro         |
| Club Libertad          | 2 - 1 | 3 - 1 | 1 - 0  | CA Tigre                |
| SC Corinthians         | 1 - 0 | 3 - 1 | 2 - 1  | Universitario           |
| Sporting Cristal       | 0 - 1 | 0 - 1 | 0 - 0  | CS Emelec               |
| Independiente Medellín | 0 - 1 | 0 - 3 | 0 - 2  | CA San Lorenzo          |

#### Tableau final
|  | Huitièmes de finale     | Huitièmes de finale     | Huitièmes de finale            | Huitièmes de finale |                         |                         | Quarts de finale   | Quarts de finale   | Quarts de finale   | Quarts de finale   |  |  | Demi-finales                   | Demi-finales                   | Demi-finales                   | Demi-finales                   |  |  | Finale                                                     | Finale                                                     | Finale                                                     | Finale                                                     |
|  |                         |                         |                                |                     |                         |                         |                    |                    |                    |                    |  |  |                                |                                |                                |                                |  |  |                                                            |                                                            |                                                            |                                                            |
|  | 1er et 8 août 2023      | 1er et 8 août 2023      | 1er et 8 août 2023             | 1er et 8 août 2023  |                         |                         | 23 et 30 août 2023 | 23 et 30 août 2023 | 23 et 30 août 2023 | 23 et 30 août 2023 |  |  | 27 septembre et 4 octobre 2023 | 27 septembre et 4 octobre 2023 | 27 septembre et 4 octobre 2023 | 27 septembre et 4 octobre 2023 |  |  | 28 octobre 2023 - Stade Domingo Burgueño Miguel, Maldonado | 28 octobre 2023 - Stade Domingo Burgueño Miguel, Maldonado | 28 octobre 2023 - Stade Domingo Burgueño Miguel, Maldonado | 28 octobre 2023 - Stade Domingo Burgueño Miguel, Maldonado |
|  | CS Emelec               | CS Emelec               | 1                              | 0                   |                         |                         | 23 et 30 août 2023 | 23 et 30 août 2023 | 23 et 30 août 2023 | 23 et 30 août 2023 |  |  | 27 septembre et 4 octobre 2023 | 27 septembre et 4 octobre 2023 | 27 septembre et 4 octobre 2023 | 27 septembre et 4 octobre 2023 |  |  | 28 octobre 2023 - Stade Domingo Burgueño Miguel, Maldonado | 28 octobre 2023 - Stade Domingo Burgueño Miguel, Maldonado | 28 octobre 2023 - Stade Domingo Burgueño Miguel, Maldonado | 28 octobre 2023 - Stade Domingo Burgueño Miguel, Maldonado |
|  | CS Emelec               | CS Emelec               | 1                              | 0                   |                         |                         | 23 et 30 août 2023 | 23 et 30 août 2023 | 23 et 30 août 2023 | 23 et 30 août 2023 |  |  | 27 septembre et 4 octobre 2023 | 27 septembre et 4 octobre 2023 | 27 septembre et 4 octobre 2023 | 27 septembre et 4 octobre 2023 |  |  | 28 octobre 2023 - Stade Domingo Burgueño Miguel, Maldonado | 28 octobre 2023 - Stade Domingo Burgueño Miguel, Maldonado | 28 octobre 2023 - Stade Domingo Burgueño Miguel, Maldonado | 28 octobre 2023 - Stade Domingo Burgueño Miguel, Maldonado |
|  | Defensa y Justicia      | Defensa y Justicia      | 2                              | 1                   |                         |                         | 23 et 30 août 2023 | 23 et 30 août 2023 | 23 et 30 août 2023 | 23 et 30 août 2023 |  |  | 27 septembre et 4 octobre 2023 | 27 septembre et 4 octobre 2023 | 27 septembre et 4 octobre 2023 | 27 septembre et 4 octobre 2023 |  |  | 28 octobre 2023 - Stade Domingo Burgueño Miguel, Maldonado | 28 octobre 2023 - Stade Domingo Burgueño Miguel, Maldonado | 28 octobre 2023 - Stade Domingo Burgueño Miguel, Maldonado | 28 octobre 2023 - Stade Domingo Burgueño Miguel, Maldonado |
|  | Defensa y Justicia      | Defensa y Justicia      | 2                              | 1                   | Defensa y Justicia      | Defensa y Justicia      | 1                  | 2                  |                    |                    |  |  | 27 septembre et 4 octobre 2023 | 27 septembre et 4 octobre 2023 | 27 septembre et 4 octobre 2023 | 27 septembre et 4 octobre 2023 |  |  | 28 octobre 2023 - Stade Domingo Burgueño Miguel, Maldonado | 28 octobre 2023 - Stade Domingo Burgueño Miguel, Maldonado | 28 octobre 2023 - Stade Domingo Burgueño Miguel, Maldonado | 28 octobre 2023 - Stade Domingo Burgueño Miguel, Maldonado |
|  | 2 et 9 août 2023        |                         |                                |                     | Defensa y Justicia      | Defensa y Justicia      | 1                  | 2                  |                    |                    |  |  | 27 septembre et 4 octobre 2023 | 27 septembre et 4 octobre 2023 | 27 septembre et 4 octobre 2023 | 27 septembre et 4 octobre 2023 |  |  | 28 octobre 2023 - Stade Domingo Burgueño Miguel, Maldonado | 28 octobre 2023 - Stade Domingo Burgueño Miguel, Maldonado | 28 octobre 2023 - Stade Domingo Burgueño Miguel, Maldonado | 28 octobre 2023 - Stade Domingo Burgueño Miguel, Maldonado |
|  |                         |                         | Botafogo FR                    | Botafogo FR         | 1                       | 1                       |                    |                    |                    |                    |  |  | 27 septembre et 4 octobre 2023 | 27 septembre et 4 octobre 2023 | 27 septembre et 4 octobre 2023 | 27 septembre et 4 octobre 2023 |  |  | 28 octobre 2023 - Stade Domingo Burgueño Miguel, Maldonado | 28 octobre 2023 - Stade Domingo Burgueño Miguel, Maldonado | 28 octobre 2023 - Stade Domingo Burgueño Miguel, Maldonado | 28 octobre 2023 - Stade Domingo Burgueño Miguel, Maldonado |
|  | Botafogo FR             | Botafogo FR             | Botafogo FR                    | Botafogo FR         | 1                       | 1                       | 2                  | 0                  |                    |                    |  |  | 27 septembre et 4 octobre 2023 | 27 septembre et 4 octobre 2023 | 27 septembre et 4 octobre 2023 | 27 septembre et 4 octobre 2023 |  |  | 28 octobre 2023 - Stade Domingo Burgueño Miguel, Maldonado | 28 octobre 2023 - Stade Domingo Burgueño Miguel, Maldonado | 28 octobre 2023 - Stade Domingo Burgueño Miguel, Maldonado | 28 octobre 2023 - Stade Domingo Burgueño Miguel, Maldonado |
|  | Botafogo FR             | Botafogo FR             | 24 et 31 août 2023             |                     |                         |                         | 2                  | 0                  |                    |                    |  |  | 27 septembre et 4 octobre 2023 | 27 septembre et 4 octobre 2023 | 27 septembre et 4 octobre 2023 | 27 septembre et 4 octobre 2023 |  |  | 28 octobre 2023 - Stade Domingo Burgueño Miguel, Maldonado | 28 octobre 2023 - Stade Domingo Burgueño Miguel, Maldonado | 28 octobre 2023 - Stade Domingo Burgueño Miguel, Maldonado | 28 octobre 2023 - Stade Domingo Burgueño Miguel, Maldonado |
|  | Club Guaraní            | Club Guaraní            | 1                              | 0                   |                         |                         |                    |                    |                    |                    |  |  | 27 septembre et 4 octobre 2023 | 27 septembre et 4 octobre 2023 | 27 septembre et 4 octobre 2023 | 27 septembre et 4 octobre 2023 |  |  | 28 octobre 2023 - Stade Domingo Burgueño Miguel, Maldonado | 28 octobre 2023 - Stade Domingo Burgueño Miguel, Maldonado | 28 octobre 2023 - Stade Domingo Burgueño Miguel, Maldonado | 28 octobre 2023 - Stade Domingo Burgueño Miguel, Maldonado |
|  | Club Guaraní            | Club Guaraní            | 1                              | 0                   | Defensa y Justicia      | Defensa y Justicia      | 0                  | 0                  |                    |                    |  |  |                                |                                |                                |                                |  |  | 28 octobre 2023 - Stade Domingo Burgueño Miguel, Maldonado | 28 octobre 2023 - Stade Domingo Burgueño Miguel, Maldonado | 28 octobre 2023 - Stade Domingo Burgueño Miguel, Maldonado | 28 octobre 2023 - Stade Domingo Burgueño Miguel, Maldonado |
|  | 3 et 10 août 2023       |                         |                                |                     | Defensa y Justicia      | Defensa y Justicia      | 0                  | 0                  |                    |                    |  |  |                                |                                |                                |                                |  |  | 28 octobre 2023 - Stade Domingo Burgueño Miguel, Maldonado | 28 octobre 2023 - Stade Domingo Burgueño Miguel, Maldonado | 28 octobre 2023 - Stade Domingo Burgueño Miguel, Maldonado | 28 octobre 2023 - Stade Domingo Burgueño Miguel, Maldonado |
|  |                         |                         | LDU Quito                      | LDU Quito           | 3                       | 0                       |                    |                    |                    |                    |  |  |                                |                                |                                |                                |  |  | 28 octobre 2023 - Stade Domingo Burgueño Miguel, Maldonado | 28 octobre 2023 - Stade Domingo Burgueño Miguel, Maldonado | 28 octobre 2023 - Stade Domingo Burgueño Miguel, Maldonado | 28 octobre 2023 - Stade Domingo Burgueño Miguel, Maldonado |
|  | CA San Lorenzo          | CA San Lorenzo          | LDU Quito                      | LDU Quito           | 3                       | 0                       | 1                  | 0                  |                    |                    |  |  |                                |                                |                                |                                |  |  | 28 octobre 2023 - Stade Domingo Burgueño Miguel, Maldonado | 28 octobre 2023 - Stade Domingo Burgueño Miguel, Maldonado | 28 octobre 2023 - Stade Domingo Burgueño Miguel, Maldonado | 28 octobre 2023 - Stade Domingo Burgueño Miguel, Maldonado |
|  | CA San Lorenzo          | CA San Lorenzo          | 26 septembre et 3 octobre 2023 |                     |                         |                         | 1                  | 0                  |                    |                    |  |  |                                |                                |                                |                                |  |  | 28 octobre 2023 - Stade Domingo Burgueño Miguel, Maldonado | 28 octobre 2023 - Stade Domingo Burgueño Miguel, Maldonado | 28 octobre 2023 - Stade Domingo Burgueño Miguel, Maldonado | 28 octobre 2023 - Stade Domingo Burgueño Miguel, Maldonado |
|  | São Paulo FC            | São Paulo FC            | 0                              | 2                   |                         |                         |                    |                    |                    |                    |  |  |                                |                                |                                |                                |  |  | 28 octobre 2023 - Stade Domingo Burgueño Miguel, Maldonado | 28 octobre 2023 - Stade Domingo Burgueño Miguel, Maldonado | 28 octobre 2023 - Stade Domingo Burgueño Miguel, Maldonado | 28 octobre 2023 - Stade Domingo Burgueño Miguel, Maldonado |
|  | São Paulo FC            | São Paulo FC            | 0                              | 2                   | São Paulo FC            | São Paulo FC            | 1                  | 1 (4)              |                    |                    |  |  |                                |                                |                                |                                |  |  | 28 octobre 2023 - Stade Domingo Burgueño Miguel, Maldonado | 28 octobre 2023 - Stade Domingo Burgueño Miguel, Maldonado | 28 octobre 2023 - Stade Domingo Burgueño Miguel, Maldonado | 28 octobre 2023 - Stade Domingo Burgueño Miguel, Maldonado |
|  | 3 et 10 août 2023       |                         |                                |                     | São Paulo FC            | São Paulo FC            | 1                  | 1 (4)              |                    |                    |  |  |                                |                                |                                |                                |  |  | 28 octobre 2023 - Stade Domingo Burgueño Miguel, Maldonado | 28 octobre 2023 - Stade Domingo Burgueño Miguel, Maldonado | 28 octobre 2023 - Stade Domingo Burgueño Miguel, Maldonado | 28 octobre 2023 - Stade Domingo Burgueño Miguel, Maldonado |
|  |                         |                         | LDU Quito tab                  | LDU Quito tab       | 2                       | 0 (5)                   |                    |                    |                    |                    |  |  |                                |                                |                                |                                |  |  | 28 octobre 2023 - Stade Domingo Burgueño Miguel, Maldonado | 28 octobre 2023 - Stade Domingo Burgueño Miguel, Maldonado | 28 octobre 2023 - Stade Domingo Burgueño Miguel, Maldonado | 28 octobre 2023 - Stade Domingo Burgueño Miguel, Maldonado |
|  | Deportivo Ñublense      | Deportivo Ñublense      | LDU Quito tab                  | LDU Quito tab       | 2                       | 0 (5)                   | 0                  | 3 (3)              |                    |                    |  |  |                                |                                |                                |                                |  |  | 28 octobre 2023 - Stade Domingo Burgueño Miguel, Maldonado | 28 octobre 2023 - Stade Domingo Burgueño Miguel, Maldonado | 28 octobre 2023 - Stade Domingo Burgueño Miguel, Maldonado | 28 octobre 2023 - Stade Domingo Burgueño Miguel, Maldonado |
|  | Deportivo Ñublense      | Deportivo Ñublense      | 22 et 29 août 2023             |                     |                         |                         | 0                  | 3 (3)              |                    |                    |  |  |                                |                                |                                |                                |  |  | 28 octobre 2023 - Stade Domingo Burgueño Miguel, Maldonado | 28 octobre 2023 - Stade Domingo Burgueño Miguel, Maldonado | 28 octobre 2023 - Stade Domingo Burgueño Miguel, Maldonado | 28 octobre 2023 - Stade Domingo Burgueño Miguel, Maldonado |
|  | LDU Quito tab           | LDU Quito tab           | 1                              | 2 (4)               |                         |                         |                    |                    |                    |                    |  |  |                                |                                |                                |                                |  |  | 28 octobre 2023 - Stade Domingo Burgueño Miguel, Maldonado | 28 octobre 2023 - Stade Domingo Burgueño Miguel, Maldonado | 28 octobre 2023 - Stade Domingo Burgueño Miguel, Maldonado | 28 octobre 2023 - Stade Domingo Burgueño Miguel, Maldonado |
|  | LDU Quito tab           | LDU Quito tab           | 1                              | 2 (4)               | LDU Quito               | LDU Quito               | 1 (4)              | 1 (4)              |                    |                    |  |  |                                |                                |                                |                                |  |  |                                                            |                                                            |                                                            |                                                            |
|  | 2 et 9 août 2023        |                         |                                |                     | LDU Quito               | LDU Quito               | 1 (4)              | 1 (4)              |                    |                    |  |  |                                |                                |                                |                                |  |  |                                                            |                                                            |                                                            |                                                            |
|  |                         |                         | Fortaleza                      | Fortaleza           | 1 (3)                   | 1 (3)                   |                    |                    |                    |                    |  |  |                                |                                |                                |                                |  |  |                                                            |                                                            |                                                            |                                                            |
|  | Estudiantes de La Plata | Estudiantes de La Plata | Fortaleza                      | Fortaleza           | 1 (3)                   | 1 (3)                   | 3                  | 0                  |                    |                    |  |  |                                |                                |                                |                                |  |  |                                                            |                                                            |                                                            |                                                            |
|  | Estudiantes de La Plata | Estudiantes de La Plata |                                |                     |                         |                         |                    | 0                  |                    |                    |  |  |                                |                                |                                |                                |  |  |                                                            |                                                            |                                                            |                                                            |
|  | Goiás                   | Goiás                   | 0                              | 0                   |                         |                         |                    |                    |                    |                    |  |  |                                |                                |                                |                                |  |  |                                                            |                                                            |                                                            |                                                            |
|  | Goiás                   | Goiás                   | 0                              | 0                   | Estudiantes de La Plata | Estudiantes de La Plata | 0                  | 1 (2)              |                    |                    |  |  |                                |                                |                                |                                |  |  |                                                            |                                                            |                                                            |                                                            |
|  | 1er et 8 août 2023      |                         |                                |                     | Estudiantes de La Plata | Estudiantes de La Plata | 0                  | 1 (2)              |                    |                    |  |  |                                |                                |                                |                                |  |  |                                                            |                                                            |                                                            |                                                            |
|  |                         |                         | SC Corinthians tab             | SC Corinthians tab  | 1                       | 0 (3)                   |                    |                    |                    |                    |  |  |                                |                                |                                |                                |  |  |                                                            |                                                            |                                                            |                                                            |
|  | SC Corinthians          | SC Corinthians          | SC Corinthians tab             | SC Corinthians tab  | 1                       | 0 (3)                   | 2                  | 0                  |                    |                    |  |  |                                |                                |                                |                                |  |  |                                                            |                                                            |                                                            |                                                            |
|  | SC Corinthians          | SC Corinthians          | 24 et 31 août 2023             |                     |                         |                         | 2                  | 0                  |                    |                    |  |  |                                |                                |                                |                                |  |  |                                                            |                                                            |                                                            |                                                            |
|  | CA Newell's Old Boys    | CA Newell's Old Boys    | 1                              | 0                   |                         |                         |                    |                    |                    |                    |  |  |                                |                                |                                |                                |  |  |                                                            |                                                            |                                                            |                                                            |
|  | CA Newell's Old Boys    | CA Newell's Old Boys    | 1                              | 0                   | SC Corinthians          | SC Corinthians          | 1                  | 0                  |                    |                    |  |  |                                |                                |                                |                                |  |  |                                                            |                                                            |                                                            |                                                            |
|  | 1er et 8 août 2023      |                         |                                |                     | SC Corinthians          | SC Corinthians          | 1                  | 0                  |                    |                    |  |  |                                |                                |                                |                                |  |  |                                                            |                                                            |                                                            |                                                            |
|  |                         |                         | Fortaleza                      | Fortaleza           | 1                       | 2                       |                    |                    |                    |                    |  |  |                                |                                |                                |                                |  |  |                                                            |                                                            |                                                            |                                                            |
|  | Club Libertad           | Club Libertad           | Fortaleza                      | Fortaleza           | 1                       | 2                       | 0                  | 1                  |                    |                    |  |  |                                |                                |                                |                                |  |  |                                                            |                                                            |                                                            |                                                            |
|  | Club Libertad           | Club Libertad           |                                |                     |                         |                         |                    | 1                  |                    |                    |  |  |                                |                                |                                |                                |  |  |                                                            |                                                            |                                                            |                                                            |
|  | Fortaleza               | Fortaleza               | 1                              | 1                   |                         |                         |                    |                    |                    |                    |  |  |                                |                                |                                |                                |  |  |                                                            |                                                            |                                                            |                                                            |
|  | Fortaleza               | Fortaleza               | 1                              | 1                   | Fortaleza               | Fortaleza               | 3                  | 2                  |                    |                    |  |  |                                |                                |                                |                                |  |  |                                                            |                                                            |                                                            |                                                            |
|  | 3 et 10 août 2023       |                         |                                |                     | Fortaleza               | Fortaleza               | 3                  | 2                  |                    |                    |  |  |                                |                                |                                |                                |  |  |                                                            |                                                            |                                                            |                                                            |
|  |                         |                         | América Mineiro                | América Mineiro     | 1                       | 1                       |                    |                    |                    |                    |  |  |                                |                                |                                |                                |  |  |                                                            |                                                            |                                                            |                                                            |
|  | América Mineiro         | América Mineiro         | América Mineiro                | América Mineiro     | 1                       | 1                       | 1                  | 3 (4)              |                    |                    |  |  |                                |                                |                                |                                |  |  |                                                            |                                                            |                                                            |                                                            |
|  | América Mineiro         | América Mineiro         |                                |                     |                         |                         |                    | 3 (4)              |                    |                    |  |  |                                |                                |                                |                                |  |  |                                                            |                                                            |                                                            |                                                            |
|  | Red Bull Bragantino     | Red Bull Bragantino     | 1                              | 3 (3)               |                         |                         |                    |                    |                    |                    |  |  |                                |                                |                                |                                |  |  |                                                            |                                                            |                                                            |                                                            |
|  | Red Bull Bragantino     | Red Bull Bragantino     | 1                              | 3 (3)               |                         |                         |                    |                    |                    |                    |  |  |                                |                                |                                |                                |  |  |                                                            |                                                            |                                                            |                                                            |
|  |                         |                         |                                |                     |                         |                         |                    |                    |                    |                    |  |  |                                |                                |                                |                                |  |  |                                                            |                                                            |                                                            |                                                            |

### Finale
La finale est remportée par les équatoriens du LDU Quito face aux brésiliens de Fortaleza lors de la séance de tirs au but. Il s'agit du 2e titre pour le club.
| Finale                        | Fortaleza                                              | 1 - 1 ap              | LDU Quito                                                  | Stade Domingo Burgueño Miguel, Maldonado          |                                                   |
| 28 octobre 2023 17:00 (UTC-3) | Lucero 48e                                             | (0 - 0, 1 - 1, 1 - 1) | 56e Alzugaray                                              | Spectateurs : 17 420 Arbitrage : Jesús Valenzuela | Spectateurs : 17 420 Arbitrage : Jesús Valenzuela |
| 28 octobre 2023 17:00 (UTC-3) | Rapport                                                |                       |                                                            | Spectateurs : 17 420 Arbitrage : Jesús Valenzuela | Spectateurs : 17 420 Arbitrage : Jesús Valenzuela |
| 28 octobre 2023 17:00 (UTC-3) | Galhardo · Pikachu · Romero · Tinga · Augusto · Brítez | Tirs au but 3 - 4     | Guerrero · Alzugaray · Martínez · Julio · Alvarado · Piovi | Spectateurs : 17 420 Arbitrage : Jesús Valenzuela | Spectateurs : 17 420 Arbitrage : Jesús Valenzuela |

### Classement des buteurs
| #   | Buteur                        | Club                    | Buts |
| --- | ----------------------------- | ----------------------- | ---- |
| 1er | Federico Santander            | Guaraní                 | 6    |
| 2e  | Nicolás Emanuel Fernández     | Defensa y Justicia      | 6    |
| 3e  | Eduardo Sasha                 | Red Bull Bragantino     | 5    |
| 4e  | Adam Bareiro                  | CA San Lorenzo          | 5    |
| 5e  | Gonzalo Mastriani             | América Mineiro         | 5    |
| 6e  | Gaston Togni                  | Defensa y Justicia      | 5    |
| 7e  | Benjamín Rollheiser           | Estudiantes de La Plata | 5    |
| 8e  | Matías Arezo                  | Peñarol                 | 4    |
| 9e  | Guido Carrillo                | Estudiantes de La Plata | 4    |
| 10e | Marcos Portillo               | CA Newell's Old Boys    | 4    |
| 11e | Gonzalo Ariel Sosa            | Audax Italiano          | 4    |
| 12e | José Luis Sinisterra Castillo | Blooming                | 4    |
| 13e | Edson Carius                  | Tacuary                 | 3    |
| 14e | José Angulo                   | LDU Quito               | 3    |
| 15e | Leonardo Fabio Castro         | Millonarios             | 3    |